# Château de Brionne
Le château de Brionne est un ancien château fort, de la fin du XIe ou du début du XIIe siècle, aujourd'hui détruit, dont le dernier vestige est un donjon en partie ruiné, qui se dresse sur le territoire de la commune française de Brionne, dans le nord-ouest du département de l'Eure, en région Normandie. Il fut le centre du comté éponyme.
Les ruines du château, qui sont accessibles librement et toute l'année, sont inscrites au titre des monuments historiques.

## Localisation
Les vestiges du château sont situés sur une pointe de coteau, dominant le bourg de Brionne, dans le département français de l'Eure. Il offre ainsi de nombreuses perspectives sur l'ensemble de la vallée de la Risle en rive droite. Il avait notamment pour rôle de surveiller la voie Rouen-Alençon qui depuis le XIe siècle franchit la vallée en ce point.

## Historique
Les historiens[Lesquels ?] pensent qu'il existait un fort à l'époque romaine, à ce carrefour important entre Lisieux, Pont-Audemer, Rouen et Évreux.
Quoi qu'il en soit, et selon toute vraisemblance, le château de Brionne a été érigé à la fin du XIe siècle, voire au premier quart du XIIe siècle. Cette construction venait remplacer un château primitif, celui qui est mentionné en 1047, et qui se situait dans la vallée de la Risle, sur une île, sous la petite ville actuelle, quelque part sous les rues, et partiellement détruit en 1735 pour la construction de moulins sur la Risle.
Selon Orderic Vital, Godefroi de Brionne, comte d'Eu, reçoit de son père le château et le comté de Brionne. Robert de Torigni parle plutôt d'une simple cession de la forteresse, par la volonté de Richard II de Normandie. Ce qui est sûr, c'est que Godefroi était au moins le châtelain de Brionne.
Vers 1040, Gui de Brionne est en possession des importants châteaux forts de Brionne sur la Risle et de sa seigneurie avec le titre de comte, et de Vernon sur la Seine. Il les a reçus après la mort, vers 1040, de Gilbert de Brionne, tuteur du duc de Normandie Guillaume. Selon Guillaume de Poitiers c'est le duc lui-même qui lui auraient concédé les châteaux de Brionne et de Vernon (validissima castra Brionium et Vernonium soit « les très forts châteaux de Brionne et Vernon ».
Blessé à la bataille de Val-ès-Dunes, en 1047, Gui de Brionne échappe à la capture sur le champ de bataille. Il se réfugie alors dans son château de Brionne, avec une importante troupe armée, et en renforce les fortifications. Il faudra trois ans de siège au duc de Normandie pour l'en déloger. Le chroniqueur Guillaume de Poitiers décrit ainsi le château : « Cette forteresse grâce à son site comme aux travaux de l'art, paraissait inexpugnable. Car, entre autres fortifications que suscitent généralement les exigences de la guerre, elle possède une enceinte de pierre offrant aux combattants un refuge que la rivière Risle entoure de toutes parts de son flot non guéable. (trad. R. Foreville) ». C'est seulement une fois réduit à la famine que Gui de Brionne et les siens se rendront.

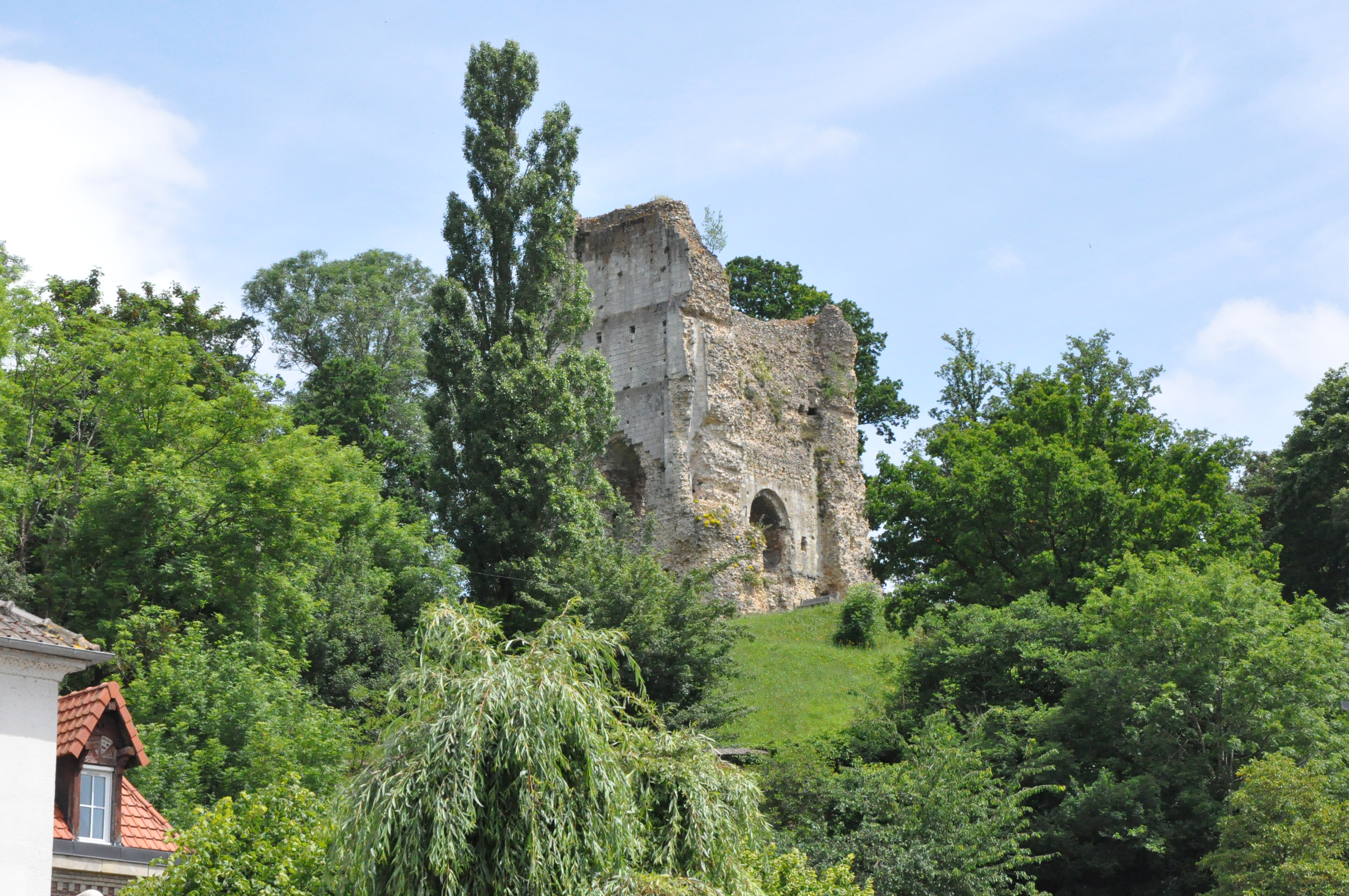
Vue du château depuis le centre ville de Brionne.

Orderic Vital explique que Guillaume le Conquérant a confié le château d'Ivry à la garde de Roger de Beaumont mais que vers 1089, le nouveau duc, Robert Courteheuse, cède la forteresse à Guillaume de Breteuil. En compensation, Roger reçut le château de Brionne. Un autre chroniqueur, Robert de Torigni, donne une version légèrement différente : le fils de Roger de Beaumont, Robert Ier de Meulan, aurait demandé au duc d'échanger Ivry contre Brionne, ce qu'il obtient.
En 1090, un événement brouille Robert de Meulan et Guillaume le Roux. Il revendique la possession du château d'Ivry car il est selon lui une dépendance du château de Brionne, que son père a précédemment obtenu du duc Robert. Ce dernier, poussé par un groupe de courtisans hostiles au Beaumont, l'emprisonne et s'empare de Brionne. Après de délicates négociations, le père obtient la libération de son fils. En 1094, Roger meurt et son fils reprend la succession de ses importantes terres normandes qui comprennent notamment les châteaux de Pont-Audemer, Brionne et Beaumont.
Le donjon quadrangulaire, de nos jours en ruine, a probablement été érigé par Robert Ier de Meulan (mort en 1118), seigneur de Brionne, en remplacement du castrum primitif situé sur un îlot de la Risle, au cœur du bourg, et qui avait subi au moins deux sièges en 1047 et 1090. En 1120, c'est Galéran IV de Meulan (1104-1166) qui hérite du château à la suite de son père Robert Ier.
Au mois d'avril 1124, le nouveau château doit à son tour subir un long siège mené par Henri Ier Beauclerc contre Galéran de Meulan, fils de Robert, qui finira par capituler. Philippe Auguste s'en empare en 1194. En 1421, les Anglais ruinent la forteresse.
À la suite de la déclaration de Nantes du 31 juillet 1626, par laquelle, Louis XIII, sur le conseil de Richelieu, publie l'ordonnance « pour le rasement et démolition de toutes sortes de fortifications des villes et châteaux qui ne sont aux frontières et importants au royaume », les fortifications sont démantelées.
Les ruines du château de Brionne sont achetées le 27 mai 1869 par le conseiller général Arthur Join-Lambert, puis données à la ville de Brionne le même jour.
La ville de Brionne entreprend des travaux de consolidation de l'édifice de 1994 à 1996. À la même époque, des recherches architecturales sont entreprises par Brabant. Ainsi, plusieurs pièces de bois ainsi qu'une poutre horizontale sont prélevées en vue d'une datation par la dendrochronologie. Mais leur mauvais état de conservation n'a pas permis d'obtenir de résultats sur l'histoire et sur l'architecture du donjon.

## Description

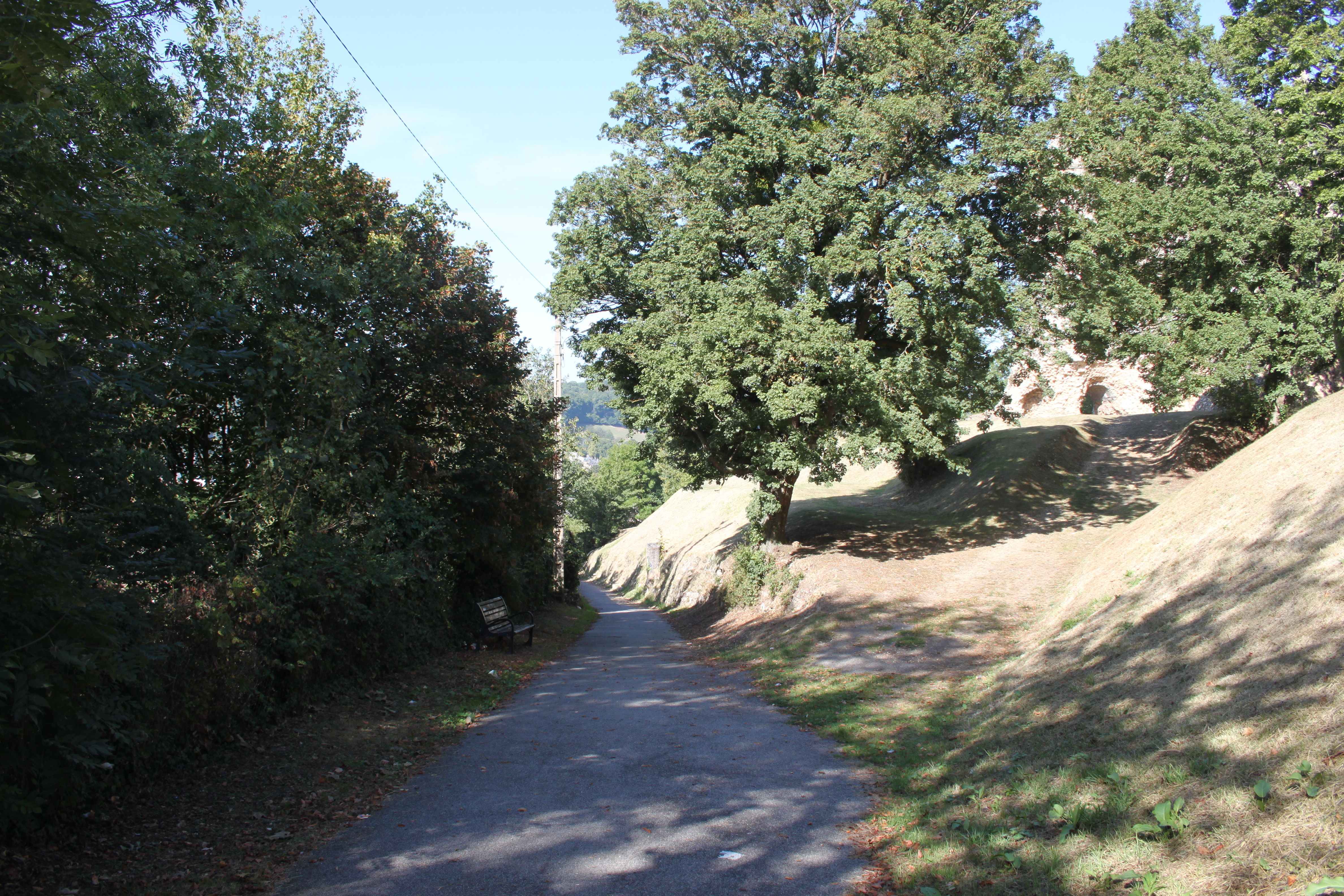
Le sentier du vieux château et le château de Brionne à droite.

Le donjon roman, renforcé par des contreforts plats, est construit sur une motte, isolé du plateau par un fossé. Les vestiges actuels nous montrent une construction de plan carré de 20 × 19,70 mètres de côté, avec une hauteur en élévation de 17 mètres et des murs épais d'environ 4 mètres, celle-ci augmentant aux angles et sur les côtés, à l'emplacement des contreforts plats extérieurs. 
Seule la façade nord est relativement bien conservée. Son examen permet de distinguer trois niveaux : 
- un niveau inférieur accessible depuis une porte aménagée dans le mur ouest[16] ;
- un premier étage dont le plancher reposait sur des solives qui s'appuyaient elles-mêmes sur trois sommiers. Deux grandes baies percées dans le mur nord contribuaient à l'éclairage d'une grande salle dont la hauteur est estimée à 4,20 mètres[16] ;
- enfin, des combles qui surmontaient l'étage. Ces combles étaient dominées par un toit en bâtière[16], c'est-à-dire à deux versants opposés et à pignons découverts. Sur le mur nord-ouest, subsiste l'empreinte d'un versant de la toiture[17] grâce auquel il a pu être établi que la pente du toit était de 10 %[16]. Le sommet étant couronné par des hourds de bois.

Façades intérieures du donjon
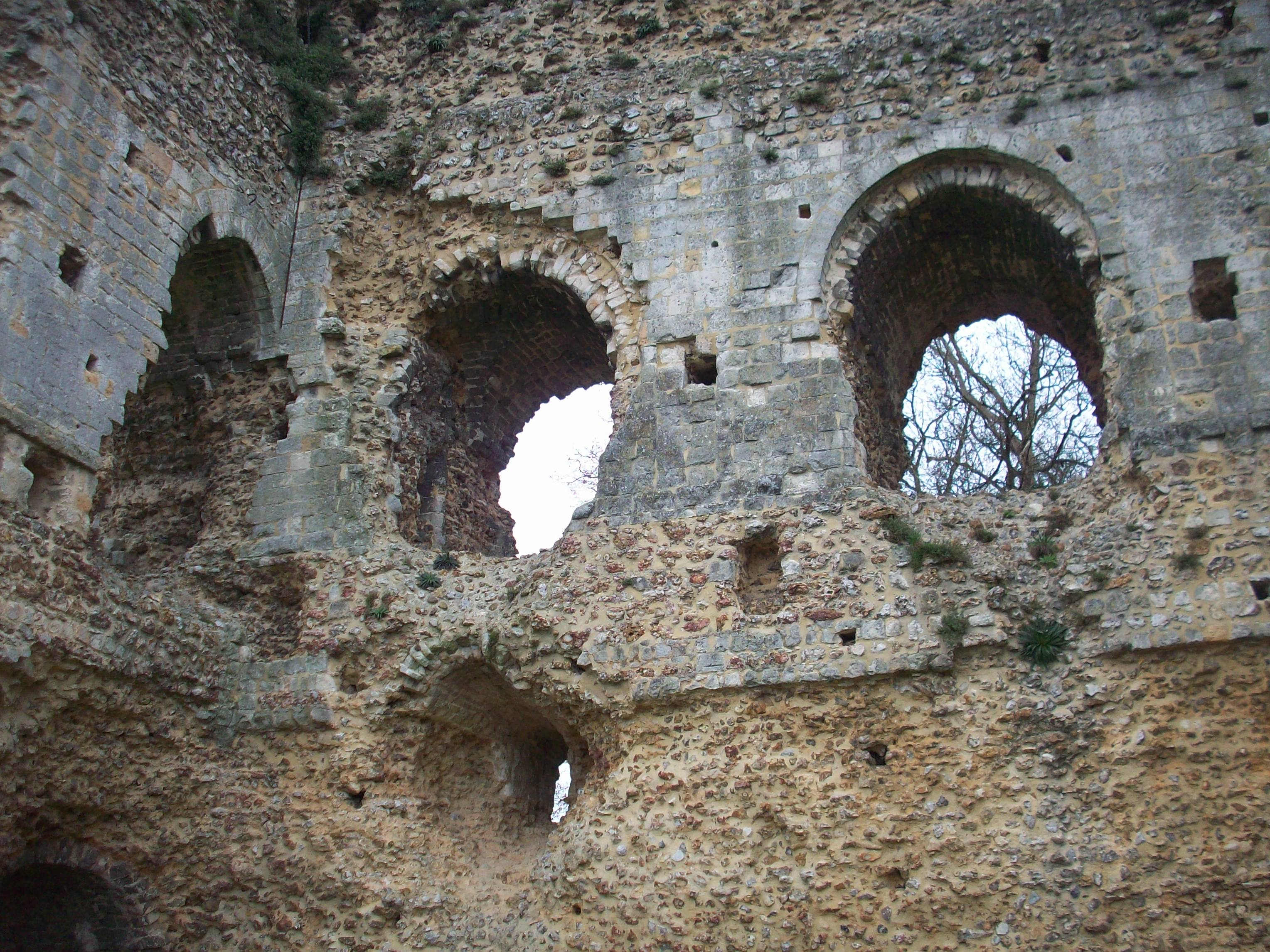
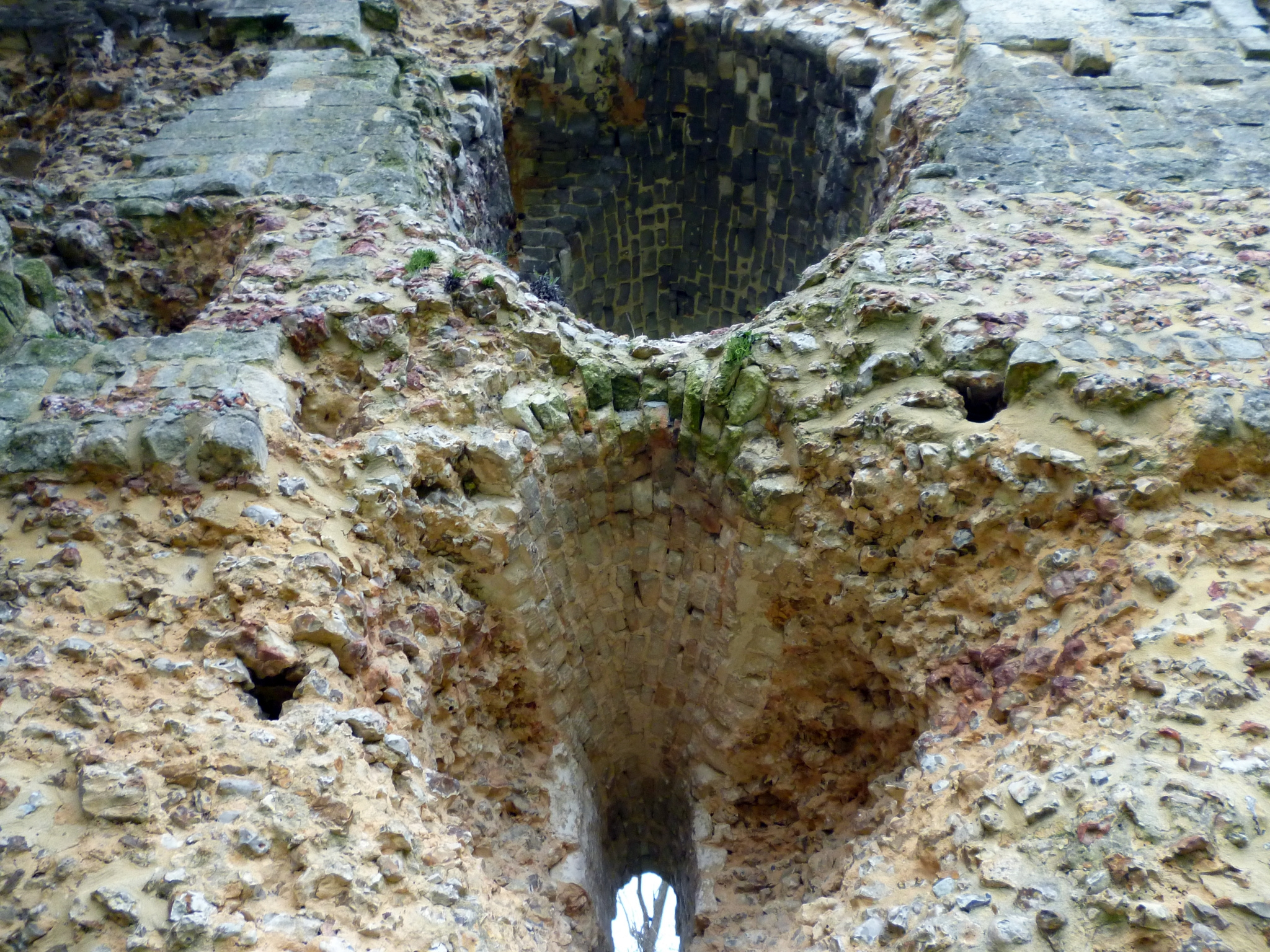
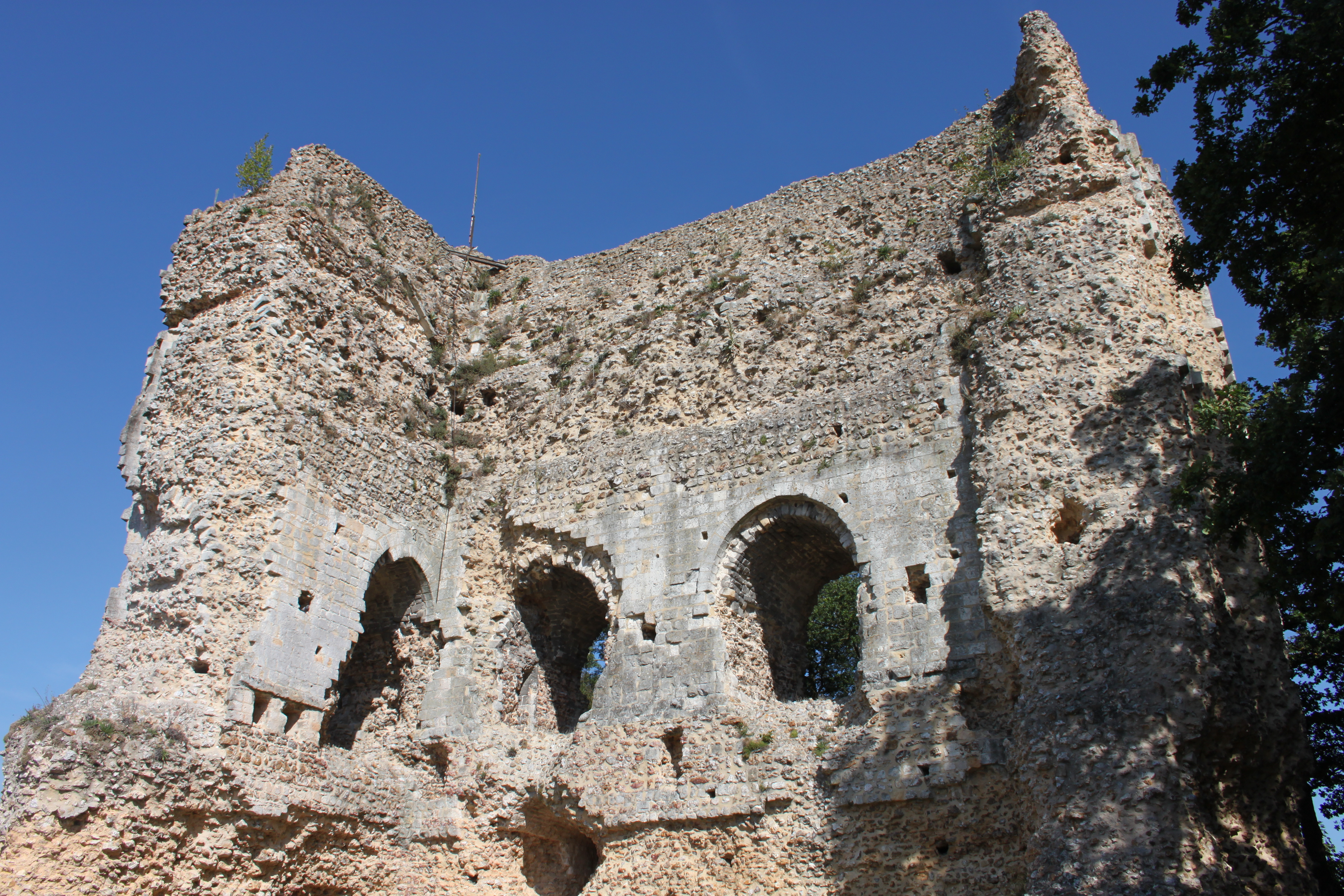

Toutefois, l'organisation décrite ci-dessus, qui correspond à l'architecture visible aujourd'hui, n'est pas celle d'origine. En effet, lors de sa construction, le château est fait de « moellons noyés dans le mortier et consolidés çà et là par des longines de bois ».
Il semblerait qu'à la fin du XIIe siècle, il fait l'objet de travaux importants : ainsi, il reçoit un double revêtement, aussi bien à l'intérieur qu'à l'extérieur, de pierres de taille. Le glacis en escalier, semblable à celui qui se trouve au pied des contreforts du donjon de Conisborough, semblerait dater de la même époque.
Par ailleurs, la porte qui se trouve dans le mur ouest est certainement ultérieure à la construction de l'édifice, car, à l'époque, les donjons romans étaient habituellement aveugles.

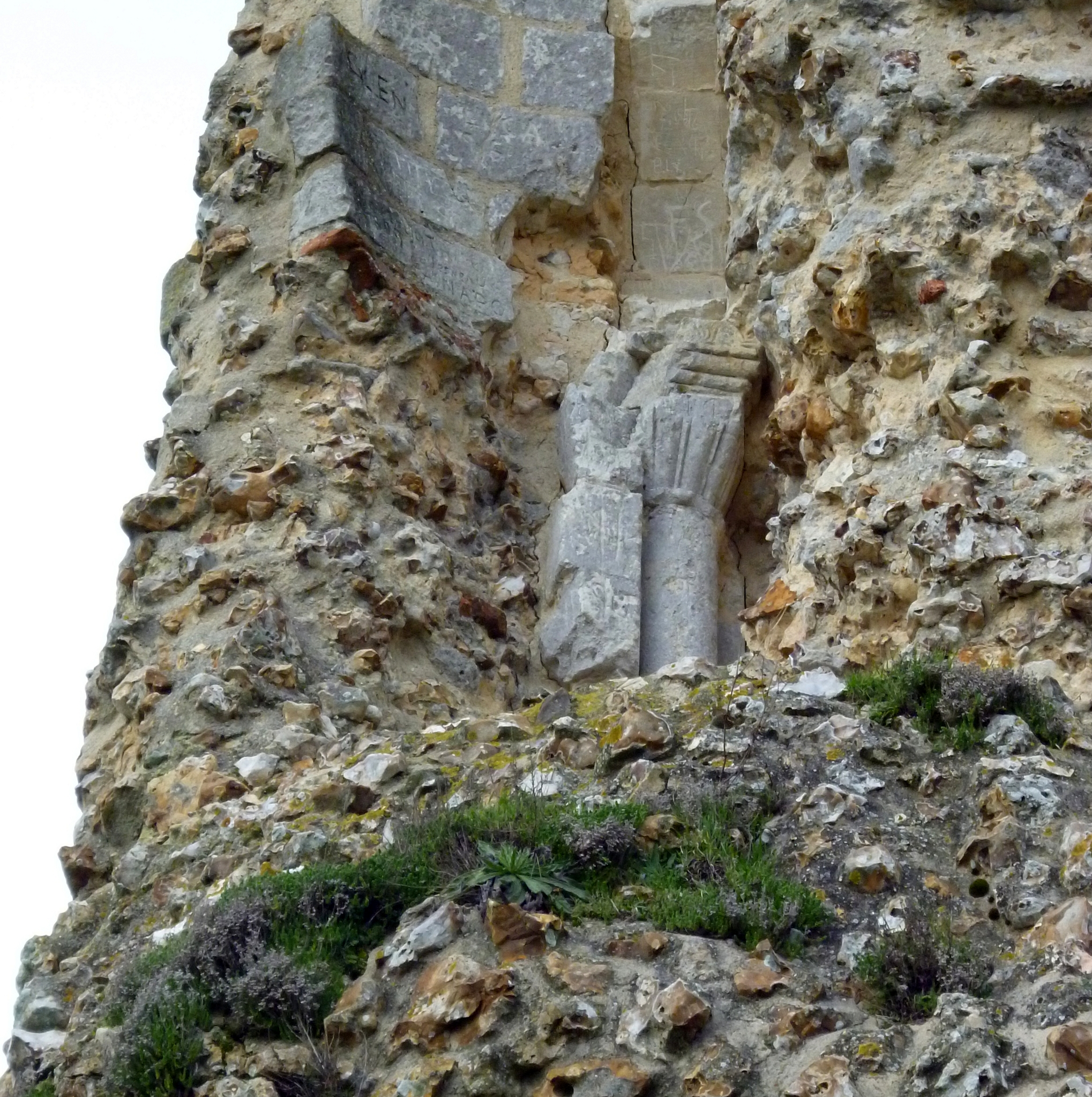
Restes du piédroit d'une ancienne cheminée.

En outre, le premier étage résulterait de la fusion de deux niveaux différents. En effet, des traces de deux voûtes comblées superposées sont visibles dans le mur ouest. La voûte inférieure correspond à un espace qui est agrémenté d'une cheminée dont l'un des piédroits, surmonté d'un chapiteau sculpté, existe toujours. Il apparaît donc peu probable que ces deux niveaux antérieurs aient été des galeries de circulation.
Sur la face interne du mur nord, à droite de chacune des fenêtres, des passages étroits, aujourd'hui obstrués, ont existé. Sur le côté extérieur, deux baies ébrasées correspondent à ces passages. S'agit-il de fenêtres ? Dans leur article, Dominique Pitte, Paola Caldéroni et Jean-Pierre Brabant font un parallèle avec la tour de Domfront, qui présente des baies semblables. Ils concluent que rien ne permet de savoir si ces deux types d'ouverture ont co-existé.
De plus, un couloir part d'une des fenêtres et rejoint un espace non identifié, occupant l'angle nord-ouest du donjon.
Enfin, un réaménagement de la partie sommitale du donjon a également eu lieu, entraînant une modification de la distribution intérieure du monument. Certains espaces sont comblés des hourds sont installés, une partie de la voûte est détruite, la cheminée et son conduit sont condamnés, etc..
Il est à noter qu’Arcisse de Caumont fait remarquer la présence de trous carrés dans les façades extérieures. Ces trous contenaient des poutres saillantes. Celles-ci supportaient un balcon en bois qui faisait le tour de l'édifice (comparable, sur ce point, au château de Loches qui garde des vestiges d'un pareil balcon en bois).

Façades extérieures du donjon
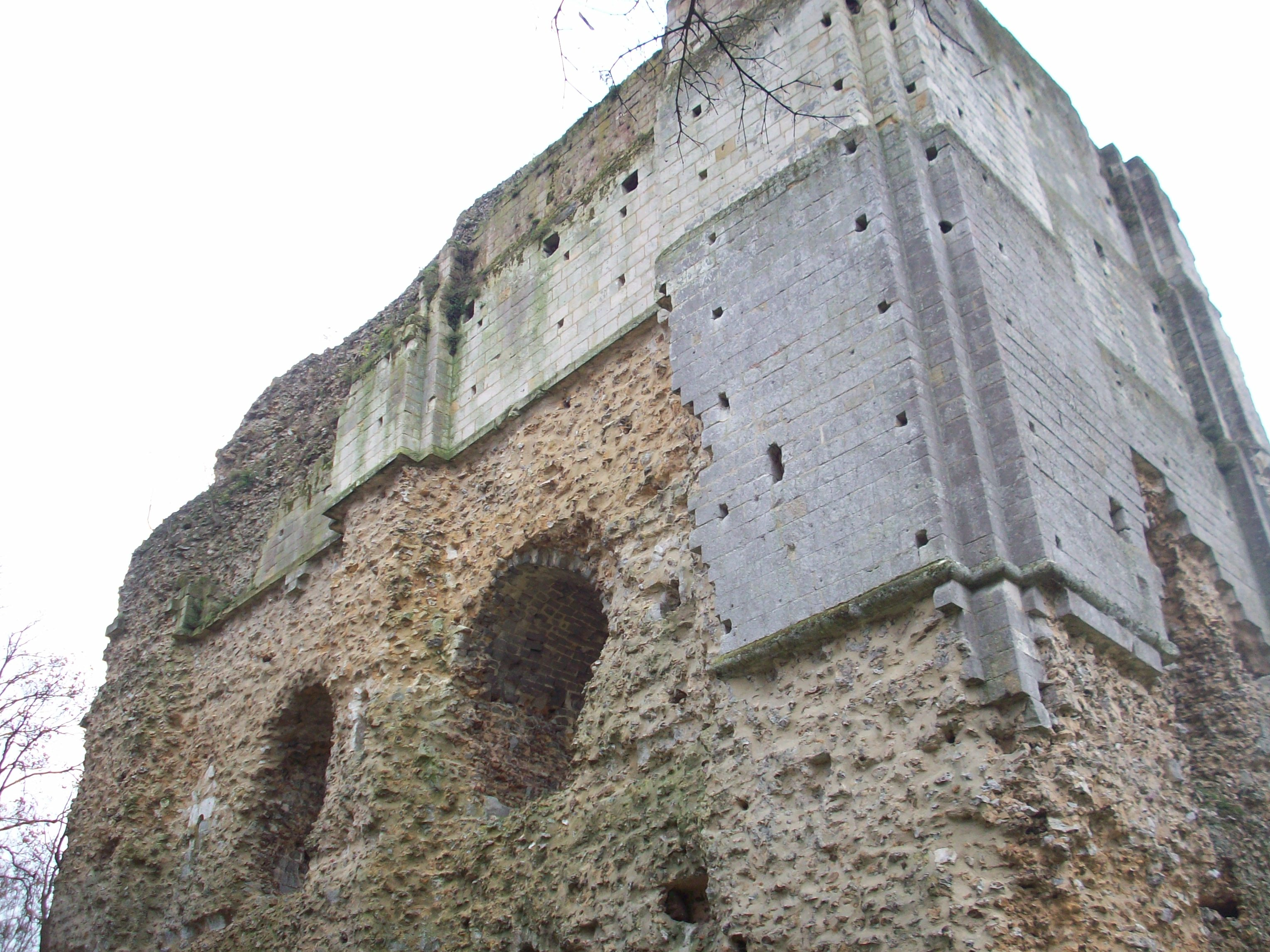
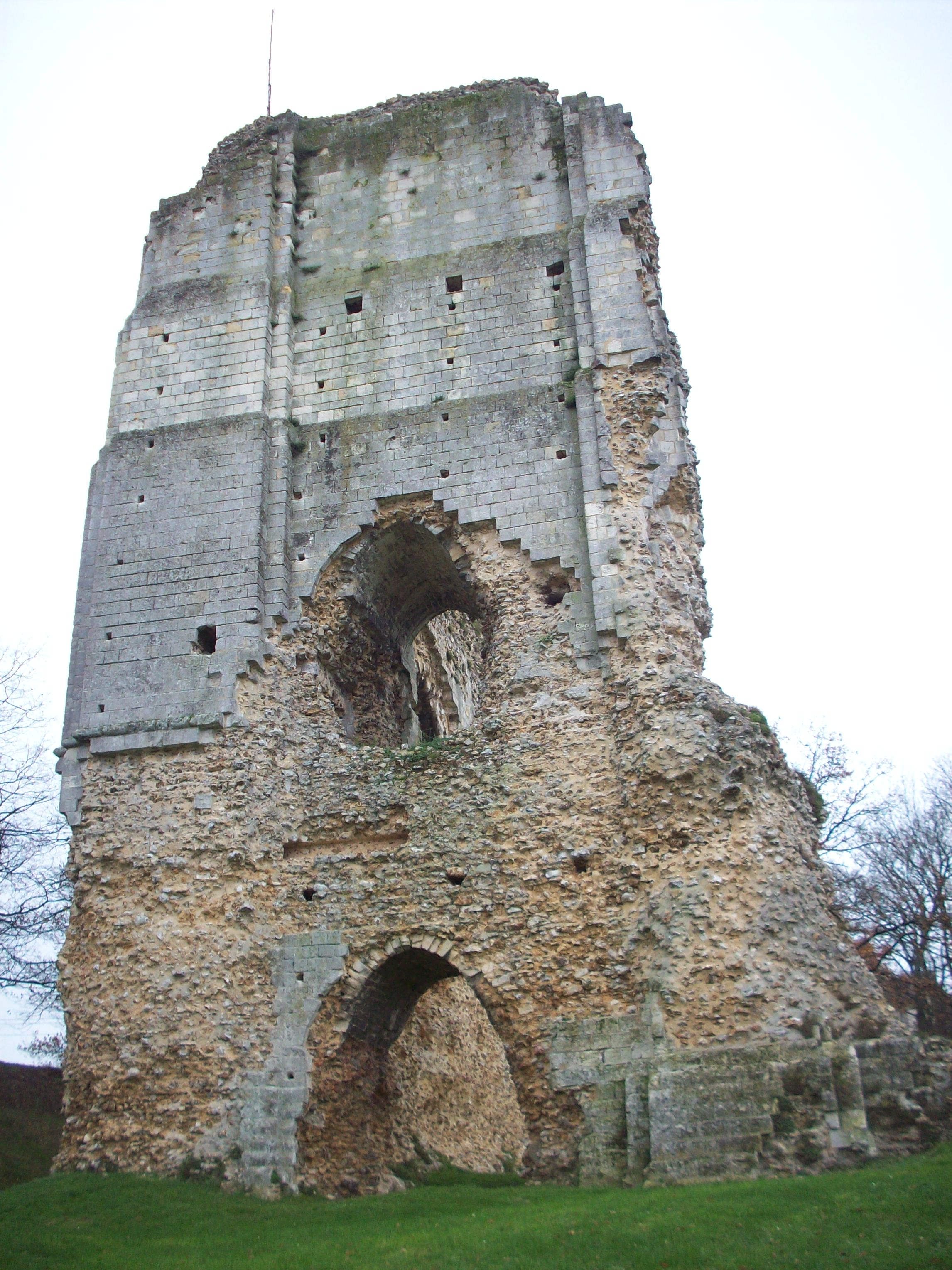
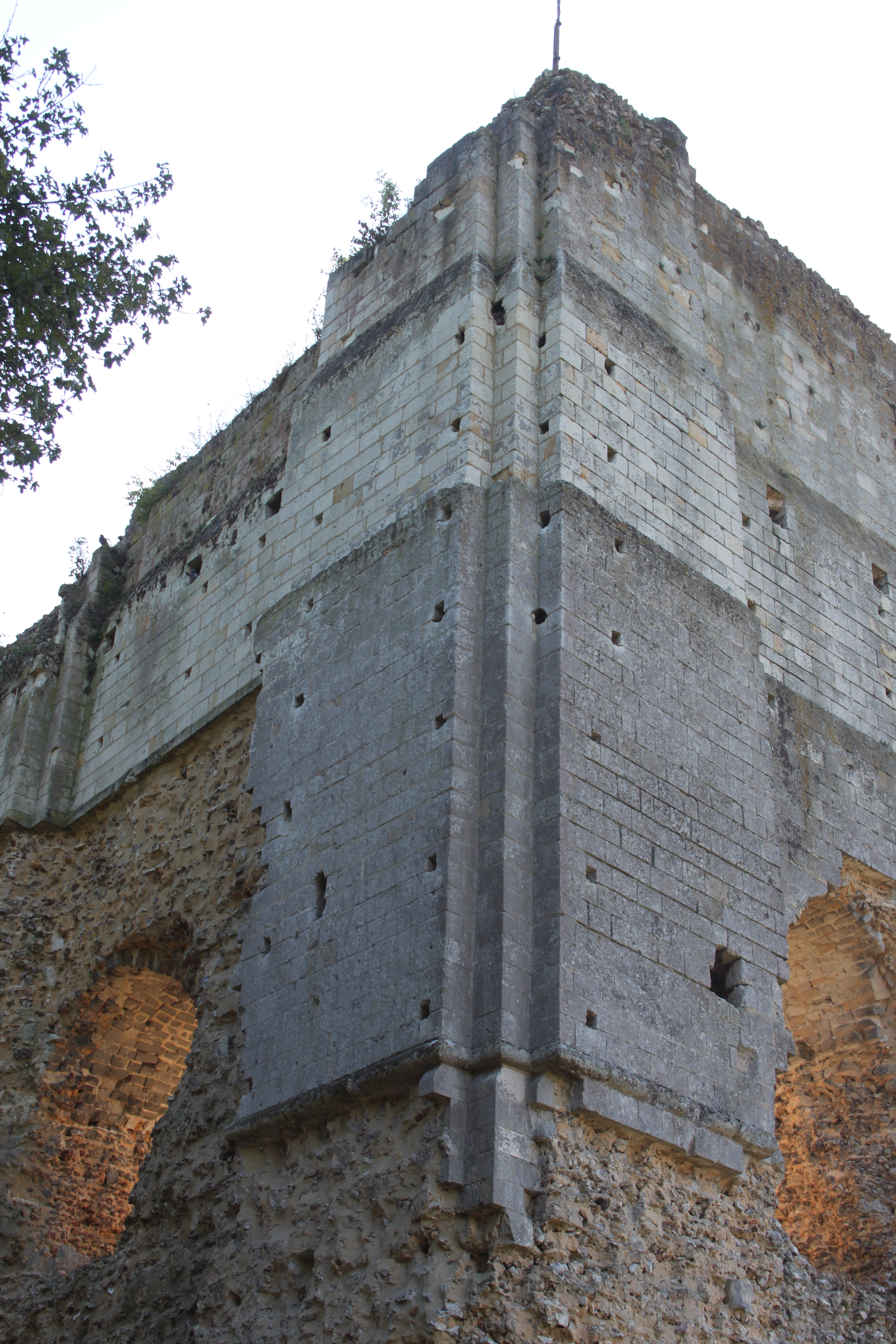

Des pièces de bois ainsi qu'une poutre horizontale noyée dans le blocage du mur nord ont été retrouvées. Selon Arcisse de Caumont, « ces pièces de bois avaient pour but d'empêcher les dislocations, en reliant, par de grandes traverses ces murs épais pour la solidité et la durée desquels on n'avait à craindre que l'affaissement du sol et les fissures ou crevasses qui pouvaient en être la suite. »

## Protection
Le donjon est inscrit au titre des monuments historiques par arrêté du 12 février 1925.
Par ailleurs, le donjon et la partie de la côte qui l'entoure, font l'objet d'un classement au titre des sites protégés par arrêté du 20 avril 1925.